# 潘金根
潘金根（？—），男，中华人民共和国企业家，第九届全国人大代表。
1966年7月毕业于皖南大学（现安徽师范大学），毕业后进入黄山金马集团工作。曾任黄山金马集团公司董事长、总经理，中外合资黄山杰纳斯电子有限公司董事长，黄山仪表厂厂长。